# ایرینا پوپووا
ایرینا پوپووا (انگلیسی: Iryna Popova؛ زادهٔ ۲۷ مهٔ ۱۹۹۱) دوچرخه‌سوار اهل اوکراین است.
وی در مسابقات کشوری و بین‌المللی در مجموع برندهٔ ۱ مدال طلا شده‌است.